# Antonio Zanini
Antonio Zanini Sans (Viladrau, 9 febbraio 1948) è un pilota di rally spagnolo, campione europeo nel 1980 e vicecampione nel 1975 e nel 1979.

## Biografia
Nato in Catalogna nel 1948, Zanini ha esordito nel 1965 in prove di enduro e motocross, per poi passare alle auto inizialmente come copilota e dal 1970 come pilota. Nel 1972 ha vinto il suo primo rally su SEAT a Barcellona, e dall'anno seguente ha partecipato regolarmente al campionato spagnolo su asfalto. In tale competizione è arrivato secondo nel 1973 e si è poi laureato campione per cinque anni consecutivi, dal 1974 al 1978 (sempre su SEAT), e poi nel 1980 (Porsche), nel 1982 e nel 1983 (Talbot Sunbeam Lotus) e infine nel 1984 (Ferrari). Nello stesso anno ha vinto anche il campionato su terra.
Nel frattempo, dopo due secondi posti (1975 e 1979), si era laureato Campione europeo nel 1980 su Porsche 911.
Ha vinto il suo ultimo rally su asfalto nel 1986, per poi dedicarsi principalmente alle gare su terra e alla preparazione di giovani piloti per conto della Federazione Catalana. Nel 2003 è stato insignito del Real Orden del Mérito Deportivo, onorificenza spagnola destinata alle persone che più si sono distinte nello sport.

## Risultati nel WRC
| 1976 | Scuderia | Vettura          |    |  |  |  |  |  |  |  |  |  |  |  |  |  |  |  | Punti | Pos. |
| ---- | -------- | ---------------- | -- |  |  |  |  |  |  |  |  |  |  |  |  |  |  |  | ----- | ---- |
| 1976 | Seat     | SEAT 1430 / 1800 | 12 |  |  |  |  |  |  |  |  |  |  |  |  |  |  |  |       |      |

| 1977 | Scuderia         | Vettura                 |   |  |  |  |  |  |  |  |  |  |  |  |  |  |  |  | Punti | Pos. |
| ---- | ---------------- | ----------------------- | - |  |  |  |  |  |  |  |  |  |  |  |  |  |  |  | ----- | ---- |
| 1977 | Seat Competición | Seat 124D Especial 1800 | 3 |  |  |  |  |  |  |  |  |  |  |  |  |  |  |  |       |      |

| Legenda | 1º posto | 2º posto | 3º posto | A punti | Senza punti | Ritirato | Squalificato | NP=Non partito C=Gara cancellata | Apice=Power stage |